# John Calmann
John Calmann (geboren als Hans Rudolf Calmann 6. Dezember 1935 in Hamburg; gestorben 26. April 1980 in Bollène, Frankreich) war ein britischer Verleger.

## Leben
Hans Rudolf Calmann floh 1937 mit seinen Eltern nach England. Er besuchte in Horspath, Oxford und London die Schule und studierte Geschichte am Christ Church College in Oxford. 1959/1960 hielt er sich bei Benjamin Sonnenberg in New York City auf und schrieb für das  The Wall Street Journal. 1961 verfasste er einen Roman. 1963 bis 1965 verantwortete er das The Times Supplement „Opera Mundi Europe“. 1965/66 arbeitete er für das Institute for Strategic Studies und verfasste Western Europe: A Handbook. 
Ab 1967 war er Mitarbeiter im Verlag von Paul Elek. Calmann war Kandidat für die Liberal Party im Wahlbezirk Hampstead. 1969 arbeitete er bei Bela Horovitz in der Phaidon Press. Er gründete 1975 den Verlag Blacker, Calmann & Cooper, später John Calmann & King. Calmann wurde 1980 von einem Autostopper ermordet. Seine Schwester Marianne Calmann, die bei Mary Glasgow Publishers als Verlegerin arbeitete, übernahm die Leitung der Firma, die sie zu einem führenden Bookpacker in den Bereichen Kunst, Design, Musik, Architektur und Fotografie entwickelte.

## Schriften (Auswahl)
- Western Europe; a handbook. New York: Praeger, 1967
- The Common Market: the Treaty of Rome explained. London: Blond, 1967
- Diana Davies (Hrsg.): The Letters of John Calmann 1951–1980. London: J.Murray, 1986